# Achim Poulheim

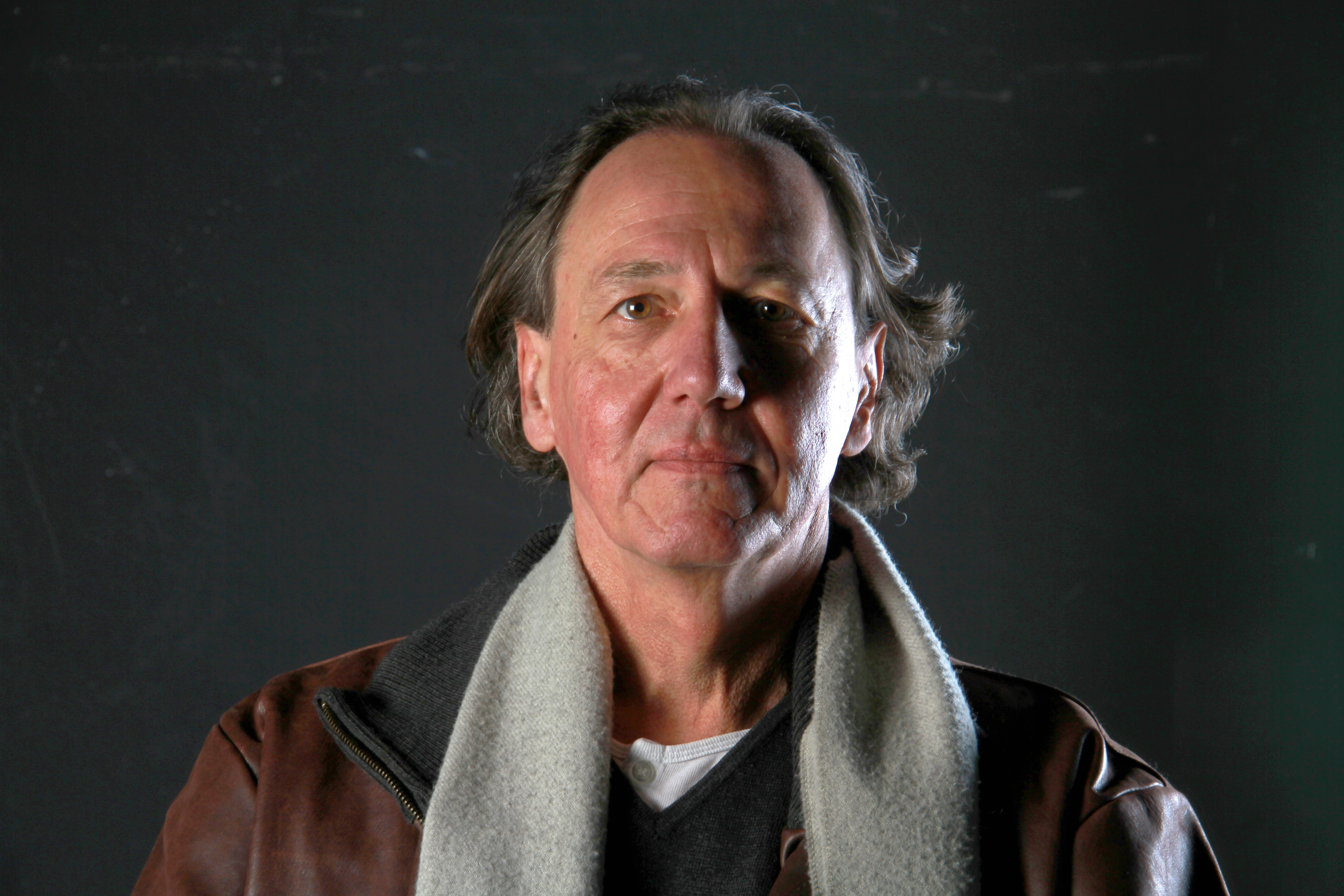
Achim Poulheim auf der Jahreshauptversammlung des Bundesverbandes Kinematografie, Hamburg 2015

Achim Poulheim (* 25. Oktober 1956 in Köln) ist ein deutscher Kameramann.

## Leben
Seit Anfang der 1980er Jahre arbeitete Achim Poulheim als Kameraassistent. Mit dem von Kai Wessel inszenierten Drama Martha Jellneck debütierte Poulheim als Kameramann für einen Langspielfilm. Seitdem war er als Kameramann für Filme wie Der Zimmerspringbrunnen, Berlin 36 und Löwenzahn – Das Kinoabenteuer verantwortlich. Parallel zu seiner Kameraarbeit unterrichtete er auch einige Zeit als Dozent sowie seit 2009 als Leiter des Bereichs Kamera an der Hamburg Media School.
Poulheim ist Mitglied im Berufsverband Kinematografie (BVK)

## Filmografie (Auswahl)
- 1988: Martha Jellneck
- 1992: Das Sommeralbum
- 1993: Wehner – die unerzählte Geschichte
- 1993: Alarm in Sköldgatan
- 1995: Der Trinker
- 1995: Die Tote von Amelung
- 1995: Prinz zu entsorgen
- 1997: Tatort – Bombenstimmung
- 1997: Tatort – Willkommen in Köln
- 1998: Ferkel Fritz
- 1999: Wer liebt, dem wachsen Flügel
- 1999: Verliebt in eine Unbekannte
- 1999: Verratene Freundschaft – Ein Mann wird zur Gefahr
- 2000: Die Frau, die einen Mörder liebte
- 2001: Der Zimmerspringbrunnen
- 2003: Tatort – Atlantis
- 2003: Die Frau des Architekten
- 2003: Tatort – Außer Kontrolle
- 2003: Tatort – Die Liebe der Schlachter
- 2003: Tatort – Rotkäppchen
- 2004: Mein Bruder ist ein Hund
- 2004: Tatort – Abseits
- 2004: Tatort – Teufelskreis
- 2005: Hölle im Kopf
- 2007: Rennschwein Rudi Rüssel 2 – Rudi rennt wieder!
- 2008: Das Feuerschiff
- 2009: Berlin 36
- 2009: Es liegt mir auf der Zunge
- 2009: Liebe Mauer
- 2009: Die Nonne und der Kommissar – Todesengel
- 2010: Tatort – Der Fluch der Mumie
- 2011: Löwenzahn – Das Kinoabenteuer
- 2012: Manche mögen’s glücklich
- 2012: Mann kann, Frau erst recht
- 2012: Tatort – Keine Polizei
- 2013: Tatort – Summ, Summ, Summ
- 2013: Vier sind einer zuviel
- 2015: Tatort – Dicker als Wasser
- 2015: Tatort – Erkläre Chimäre
- 2015: Frau Roggenschaubs Reise
- 2017: Schwarzbrot in Thailand